# Tjamstanberget
Tjamstanberget är ett berg och rekreationsområde öster om tätorten Malå i Malå kommun, Västerbottens län (Lappland). Här finns bland annat en skidbacke med fyra liftar och sju nedfarter.
Tjamstansbergets topp ligger 477,4 meter över havet.